# (73) Clícia
Klytia és l'asteroide núm. 73 de la sèrie. Fou descobert a Cambridge (EUA) el 7 d'abril del 1862 per l'Horace P. Tuttle (1837-1923), i fou el segon i darrer asteroide que va descobrir. És un asteroide del cinturó principal. El seu nom és deu a Clítia, una oceànida amant d'Apol·lo de la mitologia grega.